# La Faute-sur-Mer
La Faute-sur-Mer est une ancienne commune du centre-ouest de la France, située dans le département de la Vendée en région Pays de la Loire.
Érigé en commune le 18 décembre 1953, c'était auparavant un hameau de la commune de La Tranche-sur-Mer.
Depuis le 1er janvier 2022, elle est une commune déléguée de la commune nouvelle de L'Aiguillon-la-Presqu'île.

## Géographie

### Localisation
| La Tranche-sur-Mer | Grues            |                     |
| Océan atlantique   | La Faute-sur-Mer | L'Aiguillon-sur-Mer |
| Océan atlantique   | Océan atlantique | Océan atlantique    |

La Faute-sur-Mer est placée sur une petite bande de terre côtière de l'extrême-sud de la Vendée.
À l'ouest, la commune est bordée, sur 8 kilomètres, par une plage de sable ininterrompue se terminant par un espace réservé au naturisme. Elle est donc naturellement devenue une petite station balnéaire en 1988 ce qui lui a permis d'ouvrir un casino. Dès 1985, elle avait reçu le Pavillon Bleu. Depuis juillet 2019, elle est station de tourisme.
À l'est, elle est bordée par le fleuve du Lay qui la sépare du petit port de L'Aiguillon-sur-Mer. Deux ponts (un pour piétons, un pour voitures) relient les deux communes jumelles.
Du sud au nord, on peut diviser la commune en trois zones :
- au sud : la réserve biologique de la pointe d'Arçay (dunes et pins) qui sert de site d’hivernage et de halte pour de nombreux oiseaux migrateurs ;
- au centre : le village ;
- au nord : des terres agricoles et la lagune de la Belle-Henriette.

Le territoire municipal de La Faute-sur-Mer s’étend sur 726 hectares. L’altitude moyenne de la commune est de 3 mètres, avec des niveaux fluctuant entre 0 et 17 mètres,.

## Urbanisme

### Occupation des sols
L'occupation des sols de la commune, telle qu'elle ressort de la base de données européenne d’occupation biophysique des sols Corine Land Cover (CLC), est marquée par l'importance des forêts et milieux semi-naturels (36,3 % en 2018), néanmoins en diminution par rapport à 1990 (40,5 %). La répartition détaillée en 2018 est la suivante : 
zones urbanisées (32,5 %), forêts (17,1 %), milieux à végétation arbustive et/ou herbacée (15,2 %), zones humides côtières (13,3 %), zones agricoles hétérogènes (6,6 %), terres arables (5,8 %), espaces ouverts, sans ou avec peu de végétation (4 %), espaces verts artificialisés, non agricoles (3,3 %), eaux continentales (1,5 %), eaux maritimes (0,7 %). L'évolution de l’occupation des sols de la commune et de ses infrastructures peut être observée sur les différentes représentations cartographiques du territoire : la carte de Cassini (XVIIIe siècle), la carte d'état-major (1820-1866) et les cartes ou photos aériennes de l'IGN pour la période actuelle (1950 à aujourd'hui).

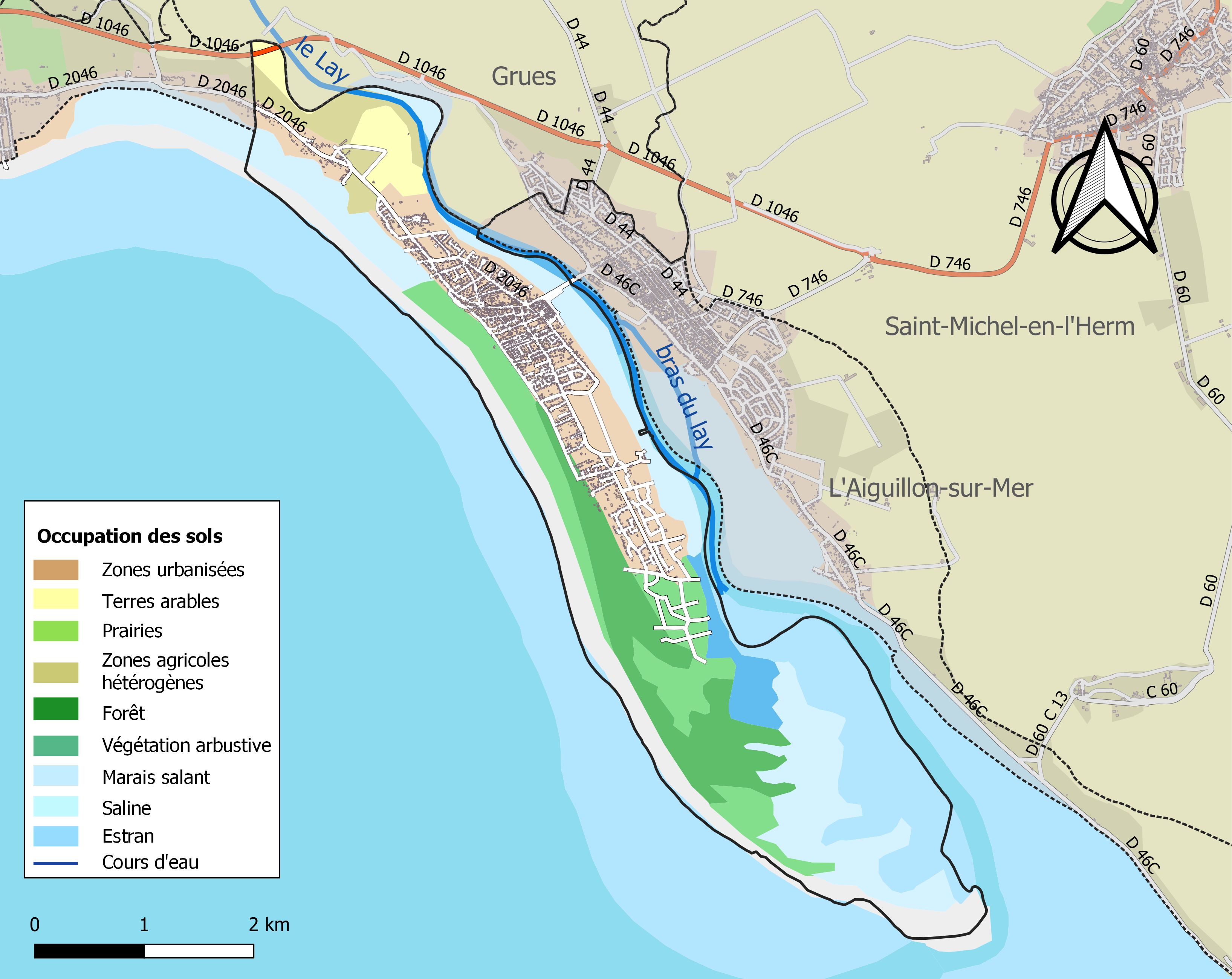
Carte des infrastructures et de l'occupation des sols de la commune en 2018 (CLC).

## Toponymie
En poitevin, la commune est appelée La Fàute (prononcé [la fˈaʊt]).

## Histoire
- 1462. Le nom de La Faute apparait dans une sentence prise en faveur de Lieu Dieu en Jard en 1462 à propos d'un marais « assis en Talmondais avenant envers la Faulte et Tranché ».
- 1603. Nicolas Herpin en 1603 mentionne « la gueule de la Faute ».
- « Le passage de Loix et le fier d'Ars estoient tellement gelez qu'on y passoit librement sur la glace, comme l'on faisait le semblable à la gueule de la Faulte. »
- 1621. Nous retrouvons ce nom de La Faulte, Pointe de la Faulte, dans un écrit concernant des combats entre les calvinistes et le Roy. Il y est mentionné des fortifications au niveau de la pointe de la Faute destinées à protéger l'embouchure du Lay  28 juin 1621.
- 1627. Lors du blocus de l'Ile de Ré par les Anglais, Richelieu réussit à faire ravitailler partiellement les assiégés par de petits navires partant du Plomb, de la Faulte, de l’Esguillon, de la Tranche, qui traversent de nuit chaque fois que les conditions le permettent.
- 1676. La mention de la carte de Sainte Colombe. « La Faute ou embouchure de la rivière Saint Benoist. »
- 1677. Mémoire de la Favolière.  «  La rivière de Saint-Benoist dit-il qui se descharge entre les battures de la Faute » Service Hydrographique de la Marine Archives vol 29
- En 1702, une carte hydrographique de la marine montre la Pointe de La Faute au niveau de la sortie du pont actuel. La pointe du rocher se trouve au niveau du casino actuel. C'est l'amorce de la pointe d'Arçais.
- 1728. Port Puant.  C'est la première mention connue du Port Puant.  « … et que la seule pesche qu’on puisse regarder comme pesche de mer est celle de moules qu’on recueille de basses mers au Port Puant qui est à l’embouchure du Lay du côté de la Tranche…. » Ref : Pêches et pêcheurs du domaine maritime et des îles adjacentes de Saintonge, d'Aunis et du Poitou, au XVIIIe siècle
- 1730. René Lodre  et Jacques de la Chaume acquièrent de l'Abbé de Talmond les marais de la Tranche le 31 mai. Ils seront anoblis selon un ancien édit d'Henri IV  permettant d"honnorez du titre de noblesse ceulz qui ne le sont poinct par leur naissance que nous jugeons avoir le plus de mérites dans les dessèchements des marais". ref: La Fontenelle de Vaudoré 1844.
- 1756-1763, guerre coloniale franco-anglaise.   « L'Etat du corps de garde de la Faute est en bon état car toujours habité. »  Ref : Rapport de l’Etat de la côte du bas Poitou. 1755/ SHAT Vincennes.    «  Occupé par la ferme, en bon état, tout y étant. Il seroit de propos d'établir s'il est possible une batterie sur la pointe de la Roche, qui deffendroit l’embouchure de la rivière du Lay ou de St Benoist, qui croiseroit avec celle de la pointe du coquillon, et du rocher. »  Ref : Rapport sur les corps de garde de la côte du Poitou 1756/ SHAT Vincennes
- 1784. Le bail a été signé le 28 mars 1784. Il est mentionné comme bail à rente foncière amortissable.  "Consenti par messire Gabriel Simon Leger Justin de Loynes de la Marzelle, comme mari et maître des droits de dame Catherine Gaudin, son épouse, et faisant pour messire Jean-Baptiste Symon de Galisson et dame Marie-Anne Gaudin, son épouse, à Jean Chauveau, cabanier, et Jeanne Gaboriau sa femme, des parts et portions qu'ils ont dans les relais de la Faute situé paroisse de la Tranche, moyennant 240 livres de rente".
- Catherine Gaudin et Marie Anne sont sœurs. Leur père est Pierre Nicolas Gaudin ,sieur de la Baconnière et leur mère est Marie Anne Lodre fille de René Lodre(1672-1729) sieur des Chasteigners.   Le 10 avril 1743 sera rédigé un partage d'héritage Lodre. Il a été rédigé à la mort de Marie Febve épouse de René Lodre. René Lodre était contrôleur ordinaire des guerres. (1672-1729).  Nous trouvons dans le 4ème lot, le marais des Rouillères (339 arpents et 68 perches)et des Relais (78 arpents et 21 perches). Ils vont au sieur de la Baconnière Pierre Nicolas Gaudin époux de Marie Anne Lodre .  Concernant les Relais, il est mentionné « dont jouit sans payer de contribution étant en dehors des Rouillères. »
- 1794. Assassinat et incendie au lieu-dit « les Vieilles Maisons. »  «  Aujourd’hui, vingt-sept Messidor de l’An II de la République (15 juillet 1794), une et indivisible, sur le rapport qui nous a été fait par le citoyen Charles Rebiffe, sous-lieutenant des Préposé à la Police du commerce extérieur, que les brigands se sont portés à la Faute dans cette commune, maison de la veuve Jean Chauveau où ils auraient commis un assassinat considérable, Nous, officiers municipaux assistés de l’agent national et de Pierre Richard, notre greffier, nous nous sommes transportés au lieu-dit La faute où nous avons reconnu Jean Rabillard, Jean Touvron et Pierre Nauleau, massacrés de plusieurs coups de sabre à la tête et le dit Pierre Nauleau, percé sur les deux poitrines. A l’insatnt a comparu Nicolas Chauveau qui nous a déclaré que Pierre et Jacques Chauveau, les deux frères, avaient été massacrés dans le même moment aussi de plusieurs coups de sabres à la tête et que le dit Jacques Chauveau, le plus vieux d’eux, avait eu la gorge percée de part en part par la pointe d’un sabre et le dit Pierre Chauveau a reçu deux coups de pistolet dans les côtes qui ont traversé. Après quoi nous officiers municipaux avons requis une charrette et quatre bœufs du citoyen Louis Bergeonneau pour conduire les cadavres des citoyens Jean Touvron, Jean Rabillard et Pierre Nauleau au lieu ordinaire de la sépulture de cette commune, et fait ensevelir les deux frères dans la commune de L’Aiguillon… »  Ref : Archive de Vendée. Roger Eraud, Petite histoire de la baie de  l’Aiguillon et de l’Aiguillon Sur Mer
- 1798. Deux acquisitions par la famille Chauveau en date du 24 Avril 1798 et du 24 Août 1798.
- Le cadastre napoléonien de 1811 la nomme La Faute et la décrit comme une suite de dunes incultes parsemées de vasières appelées lais de mer et ne comportant que trois petits bâtiments situés en un lieu appelé le Port Puant.
- Le premier village de La Faute est créé en 1829  par les héritiers Chauveau, famille qui possède les terrains depuis la fin du XVIIe siècle (1780).
- Des villas balnéaires furent construites au début du XXe siècle, probablement avec l'arrivée du chemin de fer (en 1901) dans la commune voisine de L'Aiguillon-sur-Mer.
- 1901. « La saison balnéaire. La saison des bains est maintenant presque terminée. Il n'est pas sans intérêt de  se demander combien de voyageurs ont pu visiter notre ville, tout en se rendant à la plage située en face au village de la Faute. À partir du 14 août, date de l'ouverture du fonctionnement de la ligne de Chantonnay-Sainte-Hermine-Luçon-L'Aiguillon-Port, plus de 6,200 voyageurs sont venus prendre des bains. En une seule journée, le 1er septembre, 1028 personnes ont pris le bac pour aller de L'Aiguillon à La Faute. Nous espérons que l'année prochaine le nombre des visiteurs sera encore plus grand.  La construction d'un pont sur le Lay deviendra alors nécessaire. »  Avenir et indicateur de la Vendée.
- Un pont sera construit entre les deux communes pour traverser le Lay en 1909.C'est un pont à voie unique et travée roulante qui remplace donc le passage par bac. Il a été doublé d'un second pont à double voie en 1963.
- Le pont sur le Lay, entre L'Aiguillon-sur-Mer et La Faute, étant achevé et livré à la circulation, le bac départemental qui assurait le passage en ce point, n'est plus utilise. Archive de Vendée.
- Le hameau de La Faute sur Mer a été érigé en commune par séparation d'avec La Tranche-sur-Mer le 18 décembre 1953, devenant la 307e commune de Vendée.
- La Faute est devenue une petite station balnéaire populaire du Sud de la Vendée.

## Les submersions marines
Plusieurs épisodes de submersion marine ont été répertoriés :
Le 27 octobre 1882, une marée de coefficient important cause de très graves dégâts aux digues des prises de La Faute-sur-Mer, et trois d'entre elles sont submergées par les eaux de la mer.
Le 21 mars 1928, à la suite d'une marée de coefficient 110, accompagnée de  vents violents de sud-ouest, le bourg de La Faute-sur-Mer est réduit à une île, les secteurs de la Vieille Prise et de la Jeune Prise (à proximité de l'actuel barrage du Braud) étant submergés (sur 120 hectares environ). Le journal L'Ouest-Éclair écrit le 25 mars 1928, sous le titre « Une partie du littoral vendéen menacé par la mer » :

« Plus de 120 ha ont déjà été gagnés par les eaux. Mais le village de La Faute-sur-Mer, au sujet duquel on avait de sérieuses craintes, paraît momentanément, grâce aux travaux de fortune exécutés, hors de danger. (...) La mer a creusé un chenal dans la dune où la première brèche fut ouverte. La gendarmerie, par mesure de sécurité, en éloigne les curieux, en raison des éboulements de sable sur la rive gauche du Lay. Plus de 450 habitants des communes de L'Aiguillon, Grues et Saint-Denis ont été alertés pour la surveillance de la digue du Fenouillet qui protège 7 000 hectares. L'anxiété est moins grande à La Faute, mais que réservent les prochaines grandes marées et à quand l'exécution d'un projet de défense sérieux ? »

 À la suite de cet événement, la construction d'une digue le long de l'actuelle RD 46, à la hauteur de la Belle-Henriette, est entreprise.
Le 14 mars 1937, une tempête avec vents violents conjuguée à une forte marée d'équinoxe provoque une brèche dans la digue de protection du hameau de la Faute et des digues de L’Aiguillon-sur-Mer et de Triaize. La submersion menace les secteurs habités de la Faute.
Le 16 novembre 1940, une marée de coefficient 88 provoque la submersion de très nombreuses digues du front de mer et l'inondation des terres dans les communes de Saint-Michel-en-l’Herm, La Tranche-sur-Mer, L'Aiguillon-sur-Mer et La Faute-sur-Mer, Champagné-les-Marais et Triaize.
La Faute-sur-Mer a été l'une des communes de l'Ouest de la France les plus touchées par la tempête Xynthia, le 28 février 2010,. 29 victimes sont à déplorer uniquement sur le sol de la commune. À la suite de ce drame, le préfet de la Vendée a rendu publique une « zone noire » dans laquelle 674 maisons doivent être détruites, leurs propriétaires devant être indemnisés par les assurances et les pouvoirs publics. Le magazine Zone interdite diffusé le 30 janvier 2011 sur M6, relate les évènements et analyse le manque de précaution prise par l'équipe municipale dans la prévention du risque d'inondation. Plus d'une centaine de personnes ont porté plainte avec constitution de partie civile à la suite du drame, afin de comprendre ce qui s'est réellement passé.
Le procès « Xynthia » se déroule aux Sables-d'Olonne à partir du 15 septembre 2014 et est considéré par l'État comme un procès hors-norme. Le Procureur de la République, durant son réquisitoire, a pointé du doigt la « frénésie immobilière » qui s'est emparée de la commune.
Le 12 décembre 2014, le jugement est rendu par le Tribunal correctionnel des Sables-d'Olonne. L'ancien maire et actuel conseiller municipal René Marratier a été condamné à quatre ans de prison ferme et 30 000 € d'amende, tandis que son ancienne adjointe, Françoise Babin, est condamnée à deux années de prison ferme et 75 000 € d'amende. C'est la première fois que des élus jugés pour faute non intentionnelle sont condamnés à de la prison ferme.
Le tribunal, suivant l'avis de l'avocate des victimes Corinne Lepage, considère qu'ils sont en partie responsables de la catastrophe qui s'est déroulée dans leur commune, estimant qu'ils « connaissaient parfaitement les risques d'inondation dans la station balnéaire mais les avaient intentionnellement occultés pour ne pas entraver la manne que représentait l'urbanisation. »
René Marratier, lui, s'insurge contre la décision, prétendant être le « lampiste bouc émissaire de la situation » et l'un de ses avocats, maître Didier Seban, dénonce une « décision déraisonnable » dans un « procès de sorcellerie ».  Ces derniers comptent cependant faire appel de la décision.
Début 2015, cinq ans après, la ville apparaît durement touchée par les conséquences de la tempête : elle ne compte que 730 habitants au lieu de 1 000 auparavant, a vu 600 habitations rasées (soit 20 % du territoire de la commune), les commerçants ont perdu 25 % de leur chiffre d'affaires et l'école risque de fermer. Le plan d'urbanisme établi après la tempête, qui interdisait toute construction sur 80 % du territoire communal, a été annulé par le tribunal administratif en janvier à la suite de la mobilisation d'habitants regroupés dans l'Association pour la défense des propriétaires fautais (ADPF). La construction d'habitations sur pilotis est envisagée.

## Mémorial
Un mémorial pour des personnes décédées durant leur sommeil lors de la tempête Xynthia en 2010 a d'abord vu le jour peu de temps après la tempête, près du pont traversant le Lay, lieu de départ de l'inondation, aussi nommé "La cuvette de la mort". Ce mémorial a été déplacé en 2014
il y a une stèle où figure le nom et l'âge des 29 victimes de la tempête. Il y a également une sculpture de 114 000 euros, d'un collectif d'Artistes, représentant une vague verticale en référence à la forte vague qui a dépassé la digue et enseveli la ville. De plus, un jalon avec une indication à une hauteur de 2,80 mètres est aussi présent pour indiquer la hauteur maximale que l'eau a atteint dans les maisons les plus exposées ce jour-là.

## Politique et administration

### Liste des maires
| Période         | Période          | Identité         | Étiquette | Qualité                               |
| --------------- | ---------------- | ---------------- | --------- | ------------------------------------- |
| 10 janvier 1954 | 1959             | Jules Dudit      |           |                                       |
| 1959            | 1965             | Jean Violet      |           |                                       |
| 1965            | 1971             | Pierre Veie      |           |                                       |
| 1971            | 1977             | Maurice Roiland  |           |                                       |
| 1977            | 1977             | Louis Daviet     |           |                                       |
| 1977            | mars 1983        | Marcelle Bernier |           |                                       |
| mars 1983       | mars 1989        | Joseph Girard    |           | Médecin                               |
| mars 1989       | 4 avril 2014     | René Marratier   | UMP       | Transporteur                          |
| 4 avril 2014    | 23 mai 2020      | Patrick Jouin    |           | Administrateur territorial consultant |
| 23 mai 2020     | 31 décembre 2021 | Laurent Huger    |           | Dirigeant d’entreprise                |

### Liste des maires délégués
| Période        | Période  | Identité      | Étiquette | Qualité                                                                 |
| -------------- | -------- | ------------- | --------- | ----------------------------------------------------------------------- |
| 5 janvier 2022 | En cours | Laurent Huger | LR        | Dirigeant d’entreprise Maire de L’Aiguillon-la-Presqu’île (depuis 2022) |

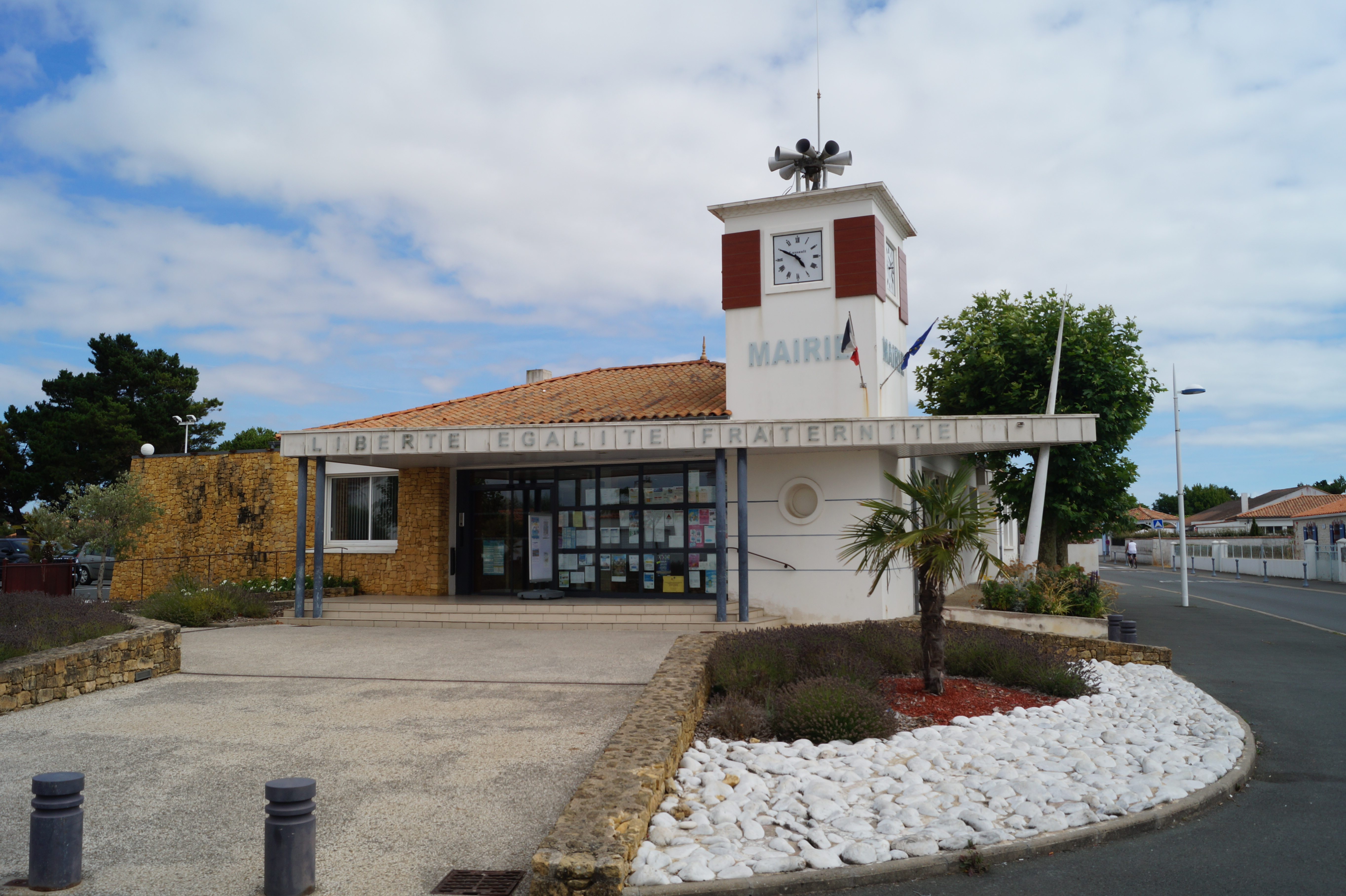
Mairie (inaugurée en 1955).

## Démographie
| 1841 | 1851 | 1861 | 1872 | 1881 | 1891 | 1901 | 1911 |
| ---- | ---- | ---- | ---- | ---- | ---- | ---- | ---- |
| 63   | 55   | 74   | 100  | 135  | 128  | 167  | 168  |

Sources : Archives départementales de la Vendée
L'évolution du nombre d'habitants est connue à travers les recensements de la population effectués dans la commune depuis 1954. Pour les communes de moins de 10 000 habitants, une enquête de recensement portant sur toute la population est réalisée tous les cinq ans, les populations de référence des années intermédiaires étant quant à elles estimées par interpolation ou extrapolation. Pour la commune, le premier recensement exhaustif entrant dans le cadre du nouveau dispositif a été réalisé en 2006.

En 2018, la commune comptait 664 habitants, en évolution de −7,39 % par rapport à 2012 (Vendée : +5,33 %, France hors Mayotte : +2,11 %).
| 1954 | 1962 | 1968 | 1975 | 1982 | 1990 | 1999 | 2006  | 2011 |
| ---- | ---- | ---- | ---- | ---- | ---- | ---- | ----- | ---- |
| 390  | 536  | 587  | 698  | 693  | 885  | 905  | 1 008 | 740  |

| 2016 | 2018 | - | - | - | - | - | - | - |
| ---- | ---- | - | - | - | - | - | - | - |
| 658  | 664  | - | - | - | - | - | - | - |

## Culture locale et patrimoine

### Lieux et monuments
- Chapelle Sainte-Thérèse

### Protection environnementale
- Réserve biologique de la pointe d'Arçay[28]
- Réserve naturelle nationale de la casse de la Belle-Henriette[29]
- réserve de chasse et de faune sauvage

### Personnalités liées à la commune
- Jean-François Girard (1944), professeur de médecine et haut fonctionnaire, ancien président du conseil exécutif de l'Organisation mondiale de la santé (fils du docteur Girard, maire de La Faute-sur-Mer).

### Héraldique
| Blason | Blasonnement : Parti d'or et d'azur au soleil non-figuré de gueules chargé d'un bateau d'or à deux voiles cousues d'azur, brochant sur la partition. |